# Liste der größten Einzelhandelsunternehmen
Folgende Liste sortiert die 100 größten Einzelhandelsunternehmen der Welt. Alle Angaben stammen aus dem Bericht Global Powers of Retailing 2025 des britischen Beratungsunternehmens Deloitte, welches die 250 größten Einzelhandelsunternehmen der Welt auflistet. Bei den gelisteten Unternehmen sind nur Umsätze aus dem Einzelhandelsgeschäft angegeben. Angegeben ist zudem der Gewinn (aus allen Geschäftstätigkeiten) und der Hauptsitz eines jeden Unternehmens. Alle 250 Unternehmen der Liste kamen 2023 auf einen gemeinsamen Umsatz von 6 Billionen US-Dollar. Von den Unternehmen der Liste kamen 89 aus Europa (davon 17 aus Deutschland) 85 aus Nordamerika, 54 aus Asien/Pazifik, sowie 13 aus Lateinamerika und 9 aus Afrika/Mittlerer Osten.

## Ranking
2023 war das US-amerikanische Unternehmen Walmart mit einem Einzelhandelsumsatz von über 600 Milliarden US-Dollar das größte Einzelhandelsunternehmen der Welt. Es war im selben Jahr auch gleichzeitig das umsatzstärkste Unternehmen der Welt.
| Rang | Unternehmen                       | Einzelhandelsumsatz in Mrd. US$ (2023) | Hauptsitz                                  |
| ---- | --------------------------------- | -------------------------------------- | ------------------------------------------ |
| 1    | Walmart                           | 648,125                                | Vereinigte Staaten, Bentonville            |
| 2    | Amazon                            | 251,902                                | Vereinigte Staaten, Seattle                |
| 3    | Costco                            | 242,290                                | Vereinigte Staaten, Issaquah               |
| 4    | Schwarz Gruppe                    | 177,009                                | Deutschland, Neckarsulm                    |
| 5    | The Home Depot                    | 152,669                                | Vereinigte Staaten, Atlanta                |
| 6    | Kroger                            | 148,905                                | Vereinigte Staaten, Cincinnati             |
| 7    | Aldi                              | 123,608                                | Deutschland, Essen und Mülheim             |
| 8    | JD.com                            | 122,884                                | Volksrepublik China, Peking                |
| 9    | Walgreens Boots Alliance          | 121,191                                | Vereinigte Staaten, Deerfield              |
| 10   | CVS Health                        | 116,763                                | Vereinigte Staaten, Woonsocket             |
| 11   | Target Corporation                | 105,803                                | Vereinigte Staaten, Minneapolis            |
| 12   | Ahold Delhaize                    | 97,837                                 | Niederlande, Zaandam                       |
| 13   | Groupe Carrefour                  | 90,803                                 | Frankreich, Boulogne-Billancourt           |
| 14   | Lowe’s                            | 86,250                                 | Vereinigte Staaten, Mooresville            |
| 15   | Tesco                             | 85,218                                 | Vereinigtes Königreich, Welwyn Garden City |
| 16   | Albertsons                        | 79,238                                 | Vereinigte Staaten, Boise                  |
| 17   | Edeka                             | 75,930                                 | Deutschland, Hamburg                       |
| 18   | LVMH                              | 73,299                                 | Frankreich, Paris                          |
| 19   | Seven & I Holdings                | 72,750                                 | Japan, Tokyo                               |
| 20   | Rewe Group                        | 62,735                                 | Deutschland, Köln                          |
| 21   | E.Leclerc                         | 63,229                                 | Frankreich, Ivry-sur-Seine                 |
| 22   | Æon                               | 58,671                                 | Japan, Chiba                               |
| 23   | Publix                            | 57,100                                 | Vereinigte Staaten, Lakeland               |
| 24   | TJX Companies                     | 54,217                                 | Vereinigte Staaten, Framingham             |
| 25   | Loblaw Companies                  | 44,012                                 | Kanada, Brampton                           |
| 26   | HE Butt Grocery                   | 43,600                                 | Vereinigte Staaten, San Antonio            |
| 27   | Best Buy                          | 43,452                                 | Vereinigte Staaten, Richfield              |
| 28   | Les Mousquetaires                 | 43,377                                 | Frankreich, Bondoufle                      |
| 29   | IKEA                              | 42,960                                 | Niederlande, Delft                         |
| 30   | Woolworths Group                  | 42,005                                 | Australien, Sydney                         |
| 31   | J Sainsbury                       | 40,580                                 | Vereinigtes Königreich, London             |
| 32   | Inditex                           | 38,935                                 | Spanien, Arteixo                           |
| 33   | Dollar General                    | 38,692                                 | Vereinigte Staaten, Goodlettsville         |
| 34   | Coop                              | 36,794                                 | Schweiz, Basel                             |
| 35   | Mercadona                         | 36,267                                 | Spanien, Valencia                          |
| 36   | Auchan                            | 35,590                                 | Frankreich, Croix                          |
| 37   | Jerónimo Martins                  | 33,780                                 | Portugal, Lissabon                         |
| 38   | ASDA                              | 32,611                                 | Vereinigtes Königreich, Leeds              |
| 39   | Adeo                              | 31,952                                 | Frankreich, Ronchin                        |
| 40   | Reliance Retail                   | 31,002                                 | Indien, Mumbai                             |
| 41   | Migros                            | 30,688                                 | Schweiz, Zürich                            |
| 42   | Shein                             | 30,666                                 | Singapur                                   |
| 43   | Dollar Tree                       | 30,604                                 | Vereinigte Staaten, Chesapeake             |
| 44   | Coopérative U                     | 30,360                                 | Frankreich, Rungis                         |
| 45   | Coles Group                       | 29,061                                 | Australien, Hawthorn East                  |
| 46   | FEMSA                             | 26,839                                 | Mexiko, Monterrey                          |
| 47   | CP All                            | 25,998                                 | Thailand, Bangkok                          |
| 48   | EssilorLuxottica                  | 25,964                                 | Frankreich, Charenton-le-Pont              |
| 49   | Alibaba New Retail & Direct Sales | 24,890                                 | Hongkong                                   |
| 50   | Metro AG                          | 24,679                                 | Deutschland, Düsseldorf                    |
| 51   | Ceconomy                          | 23,516                                 | Deutschland, Düsseldorf                    |
| 52   | A.S. Watson Group                 | 23,479                                 | Hongkong                                   |
| 53   | Macy’s                            | 23,092                                 | Vereinigte Staaten, Cincinnati             |
| 54   | H&M                               | 22,621                                 | Schweden, Stockholm                        |
| 55   | Empire Company                    | 22,400                                 | Kanada, Stellarton                         |
| 56   | Nike Direct                       | 22,351                                 | Vereinigte Staaten, Beaverton              |
| 57   | Wesfarmers                        | 22,288                                 | Australien, Perth                          |
| 58   | Meijer                            | 21,950                                 | Vereinigte Staaten, Grand Rapids           |
| 59   | Coupang                           | 21,223                                 | Südkorea, Seoul                            |
| 60   | Ross Stores                       | 20,377                                 | Vereinigte Staaten, Dublin                 |
| 61   | BJ's Wholesale Club               | 19,969                                 | Vereinigte Staaten, Westborough            |
| 62   | Conad                             | 19,866                                 | Italien, Bologna                           |
| 63   | Berkshire Hathaway Retail         | 19,408                                 | Vereinigte Staaten, Omaha                  |
| 64   | Fast Retailing                    | 18,964                                 | Japan, Yamaguchi                           |
| 65   | Wm Morrison Supermarkets          | 18,776                                 | Vereinigtes Königreich, Bradford           |
| 66   | Alimentation Couche-Tard          | 17,536                                 | Kanada, Laval                              |
| 67   | AutoZone                          | 17,457                                 | Vereinigte Staaten, Memphis                |
| 68   | Decathlon Group                   | 17,237                                 | Frankreich, Villeneuve-d’Ascq              |
| 69   | Kering                            | 17,047                                 | Frankreich, Paris                          |
| 70   | e-mart                            | 17,017                                 | Südkorea, Seoul                            |
| 71   | Cencosud                          | 16,768                                 | Chile, Las Condes                          |
| 72   | Richemont                         | 16,662                                 | Schweiz, Bellevue                          |
| 73   | Kohl’s                            | 16,586                                 | Vereinigte Staaten, Menomonee Falls        |
| 74   | Marks & Spencer                   | 16,541                                 | Vereinigtes Königreich, Lancing            |
| 75   | Kingfisher plc                    | 16,472                                 | Vereinigtes Königreich, London             |
| 76   | Coop Italia                       | 16,334                                 | Italien, Casalecchio di Reno               |
| 77   | Spar Holding                      | 16,330                                 | Niederlande, Amsterdam                     |
| 78   | O’Reilly Automotive               | 15,812                                 | Vereinigte Staaten, Springfield            |
| 79   | S Group                           | 15,681                                 | Finnland, Helsinki                         |
| 80   | Chedraui                          | 15,407                                 | Mexiko, Xalapa                             |
| 81   | Rossmann                          | 15,341                                 | Deutschland, Burgwedel                     |
| 82   | Metro Inc.                        | 15,259                                 | Kanada, Montreal                           |
| 83   | Avolta                            | 14,949                                 | Schweiz, Basel                             |
| 84   | Gap Inc.                          | 14,889                                 | Vereinigte Staaten, San Francisco          |
| 85   | Vipshop                           | 14,875                                 | Volksrepublik China, Guangzhou             |
| 86   | Otto                              | 14,657                                 | Deutschland, Hamburg                       |
| 87   | Tractor Supply Company            | 14,556                                 | Vereinigte Staaten, Brentwood              |
| 88   | Genuine Parts Company             | 14,247                                 | Vereinigte Staaten, Atlanta                |
| 89   | Nordstrom                         | 14,219                                 | Vereinigte Staaten, Seattle                |
| 90   | ICA Gruppen                       | 14,188                                 | Schweden, Solna                            |
| 91   | Chow Tai Fook                     | 13,891                                 | Hongkong                                   |
| 92   | Assaí Atacadista                  | 13,701                                 | Brasilien, São Paulo                       |
| 93   | John Lewis Partnership            | 13,684                                 | Vereinigtes Königreich, London             |
| 94   | Hermès                            | 13,485                                 | Frankreich, Paris                          |
| 95   | El Corte Inglés                   | 13,372                                 | Spanien, Madrid                            |
| 96   | Menards                           | 13,240                                 | Vereinigte Staaten, Eau Claire             |
| 97   | Shoprite Holdings                 | 13,225                                 | Südafrika, Kapstadt                        |
| 98   | JD Sports                         | 13,080                                 | Vereinigtes Königreich, Bury               |
| 99   | Hy-Vee                            | 13,000                                 | Vereinigte Staaten, West Des Moines        |
| 100  | Dick’s Sporting Goods             | 12,984                                 | Vereinigte Staaten, Coraopolis             |